# FMA Ae.C.2
Die FMA Ae.C.2 ist ein Mehrzweckflugzeug des argentinischen Herstellers Fábrica Argentina de Aviones.

## Geschichte und Konstruktion
Die Ae.C.2 ist das zweite in Argentinien entwickelte Flugzeug und eine Weiterentwicklung der FMA Ae.C.1. Sie war ebenfalls als Tiefdecker ausgelegt und verfügte über ein nicht einziehbares Spornfahrwerk. Je nach Version besitzt das Flugzeug entweder zwei offene Cockpits in Tandemkonfiguration oder eine geschlossene Kabine. Lediglich der Prototyp war ein Einsitzer. Angetrieben wurden die Flugzeuge von einem Wright R-760 Siebenzylinder-Sternmotor mit 180 kW. Der Motor war bei einigen Versionen mit einer NACA-Haube verkleidet.

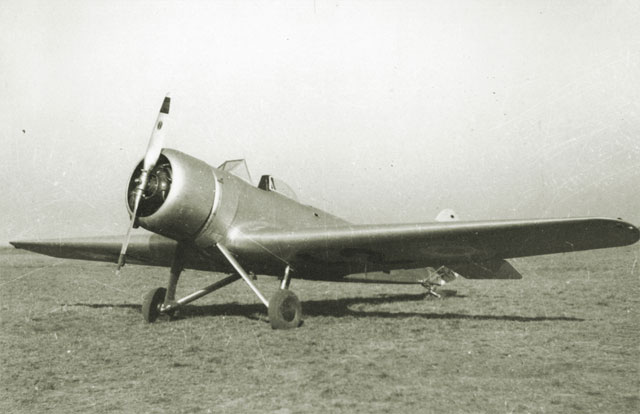
Eine Ae.MOe.1

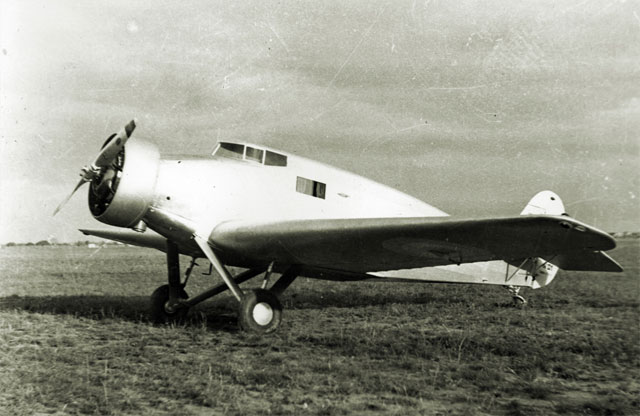
Die einzige Ae.MS.1

## Versionen
- Ae.C.2 – zivile Version, 2 gebaut
- Ae.ME.1 – militärisches Schulflugzeug, 7 gebaut
- Ae.MO.1 – militärisches Beobachtungsflugzeug mit überarbeitetem Leitwerk. Einige waren mit zwei synchronisierten Maschinengewehren im Vorderrumpf und einem drehbaren am Beobachtersitz ausgestattet, 41 gebaut
- Ae.MOe.1 – militärisches Beobachtungs- und Schulflugzeug als Trainer für die Besatzungen der Ae.MO.1, 6 gebaut
- Ae.MOe.2 – militärisches Beobachtungs- und Schulflugzeug mit nochmals überarbeitetem Leitwerk, 14 gebaut
- Ae.MS.1 – militärisches Ambulanzflugzeug mit geschlossener Kabine, 1 gebaut

## Militärische Nutzung
Argentinien
- Fuerza Aérea Argentina

## Technische Daten
| Kenngröße             | Daten (Ae.ME.1)                                       |
| --------------------- | ----------------------------------------------------- |
| Besatzung             | 2                                                     |
| Spannweite            | 12 m                                                  |
| Höhe                  | 2,70 m                                                |
| Flügelfläche          | 19 m²                                                 |
| Leermasse             | 650 kg                                                |
| max. Startmasse       | 1130 kg                                               |
| Reisegeschwindigkeit  | 175 km/h                                              |
| Höchstgeschwindigkeit | 220 km/h                                              |
| Dienstgipfelhöhe      | 5000 m                                                |
| Reichweite            | 1500 km                                               |
| Triebwerke            | 1 × Wright R-760 Siebenzylinder-Sternmotor mit 180 kW |